# Banca della Riserva Centrale di El Salvador
La Banca della Riserva Centrale di El Salvador (in spagnolo: Banco Central de Reserva de El Salvador), è la banca centrale di El Salvador. Dal 2001 ha adottato il dollaro statunitense, quindi non regola la politica monetaria; la sua funzione principale è quella di regolare il sistema bancario del Paese.

## Storia
Prima del 1934, l'emissione di carta moneta era di competenza di due banche private, ciascuna delle quali emetteva la propria carta moneta, lasciando allo Stato salvadoregno, tramite il Ministero delle Finanze, il compito di supervisionare la circolazione di argento e banconote.
A causa di questo sistema e della crisi economica del 1929, la circolazione di monete e banconote era scarsa nella Repubblica di El Salvador e, dopo la versione ufficiale, fu uno dei due fattori scatenanti della Rivolta di Camponesa in El Salvador nel 1932.
Il 19 giugno 1934, l'Assemblea Legislativa di El Salvador pubblicò lo Statuto della Banca Centrale di Riserva di El Salvador e i suoi statuti, costituendola come società per azioni, con capitale proveniente dall'Associazione Salvadoregna del Caffè (36,50%), da banche private (27,00%) e da privati (36,50%).
Nel 2000, dopo l'approvazione della Legge di Integrazione Monetaria, il potere della Banca Centrale di Riserva di emettere moneta fu abolito, dando libera circolazione al dollaro statunitense a partire dal 1° gennaio 2001. La suddetta legge stabilì che entrambe le valute circolassero, ma un anno dopo la sua entrata in vigore c'erano pochi colones in circolazione; dalla promulgazione della suddetta norma giuridica, un dollaro nordamericano equivale a 8,75 colones salvadoregni.

### Elenco dei Presidenti
El Salvador ha avuto 28 presidenti di banche centrali nel corso della sua storia; i più recenti sono elencati di seguito.
| Rango | Nome                      | Mandato       |
| ----- | ------------------------- | ------------- |
| 22    | Luz María de Portillo     | (2002–2009)   |
| 23    | Carlos Gerardo Acevedo    | (2009–2013)   |
| 24    | Marta Evelyn de Rivera    | (2013–2014)   |
| 25    | Oscar Cabrera Melgar      | (2014–2019)   |
| 26    | Carlos Federico Paredes   | (2019)        |
| 27    | Nicolás Alfredo Martínez  | (2019–2020)   |
| 28    | Douglas Rodríguez Fuentes | (Depuis 2020) |